# Odra Wodzisław Śląski w krajowych rozgrywkach w piłce nożnej
Występy Odry Wodzisław Śląski w krajowych rozgrywkach w piłce nożnej.

## Klub w rozgrywkach ligowych

### Pierwsza drużyna

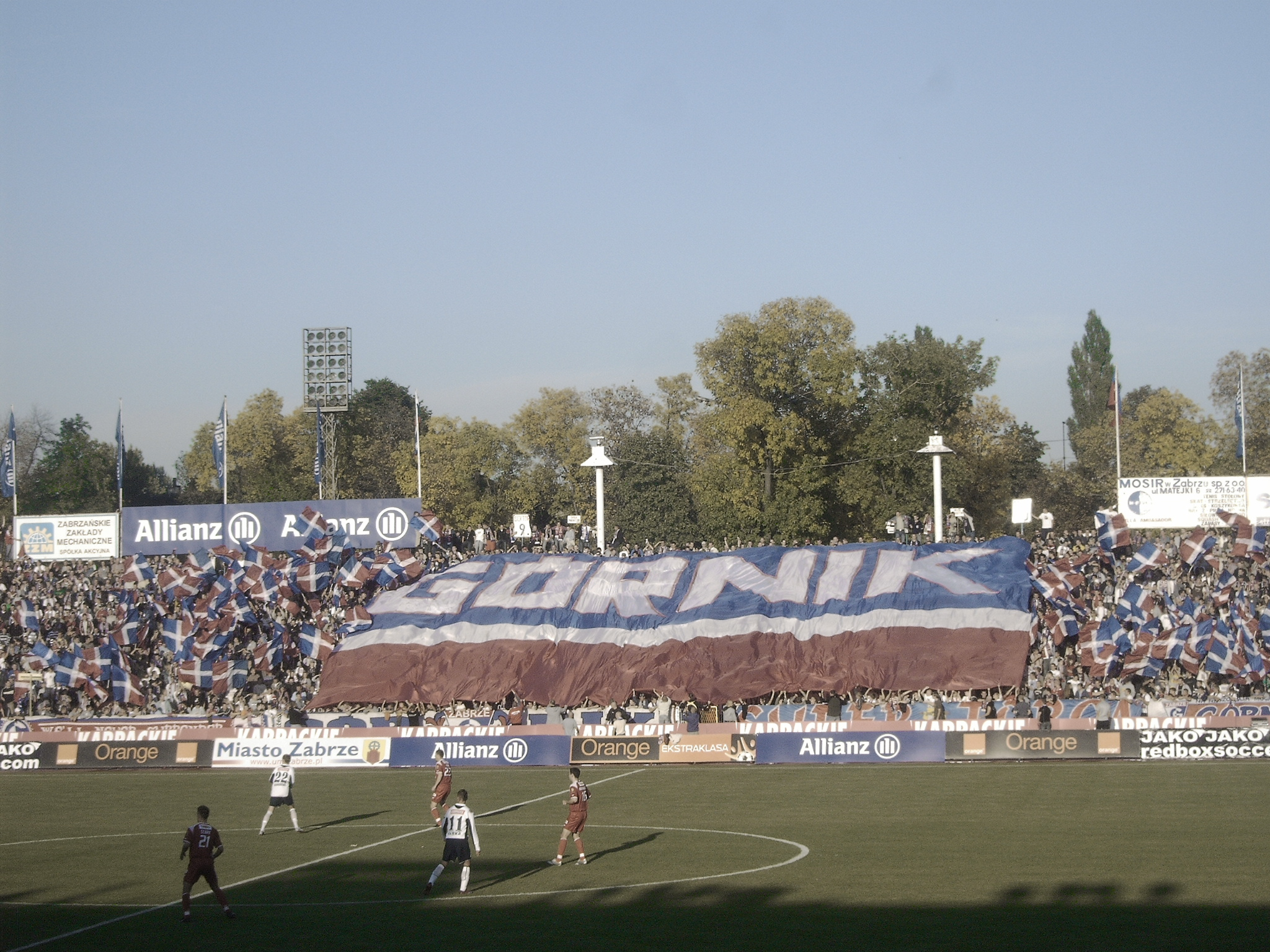
Górnik Zabrze - Odra Wodzisław Śląski (22.09.2007)

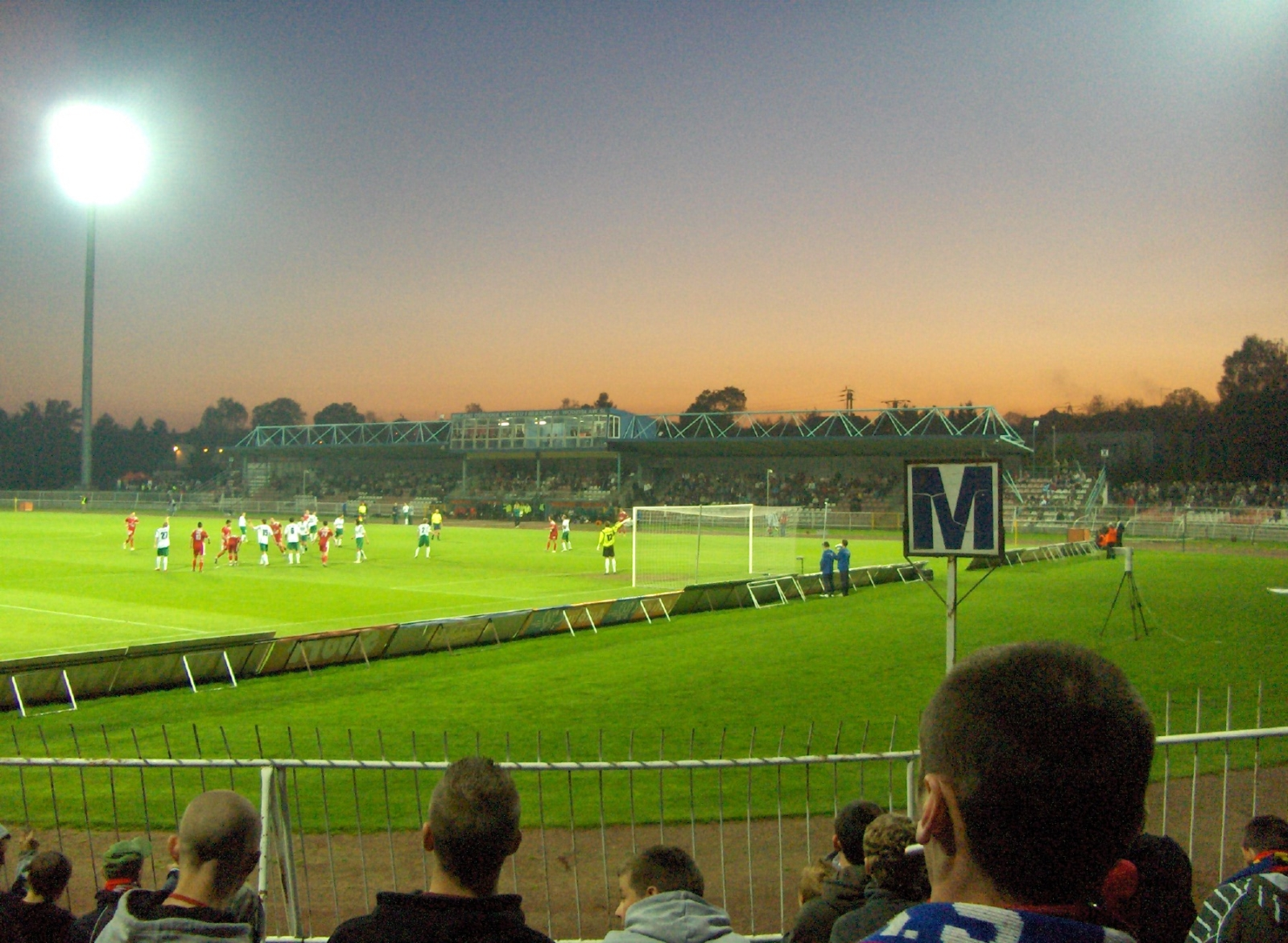
Odra Wodzisław Śląski - Dyskobolia Grodzisk Wielkopolski (10.05.2008)

| Sezon   | Liga                                     | Pozycja | Punkty | Bramki | Uwagi                                                                                  |
| ------- | ---------------------------------------- | ------- | ------ | ------ | -------------------------------------------------------------------------------------- |
| 1966/67 | III liga (gr. I - Śląsk)                 | 6       | 34     | 54:40  |                                                                                        |
| 1967/68 | III liga (gr. I - Śląsk)                 | 5       | 36     | 41:25  |                                                                                        |
| 1968/69 | III liga (gr. I - Śląsk)                 | 3       | 39     | 37:23  |                                                                                        |
| 1969/70 | III liga (gr. I - Śląsk)                 | 8       | 29     | 33:33  |                                                                                        |
| 1970/71 | III liga (gr. III - Zachodnia)           | 5       | 34     | 42:27  |                                                                                        |
| 1971/72 | III liga (gr. I - Śląsk)                 | 8       | 29     | 29:29  |                                                                                        |
| 1972/73 | III liga (gr. I - Śląsk)                 | 7       | 32     | 24:27  |                                                                                        |
| 1976/77 | III liga (gr. III)                       | 8       | 22     | 31:22  | awans                                                                                  |
| 1977/78 | II liga (gr. południowa)                 | 15      | 21     | 26:40  | spadek                                                                                 |
| 1978/79 | III liga (gr. V)                         | 5       | 33     | 34:30  |                                                                                        |
| 1979/80 | III liga (gr. V)                         | 6       | 34     | 33:32  |                                                                                        |
| 1980/81 | III liga (gr. III)                       | 8       | 31     | 39:34  |                                                                                        |
| 1981/82 | III liga (gr. III)                       | 1       | 50     | 64:16  | awans                                                                                  |
| 1982/83 | II liga (gr. zachodnia)                  | 7       | 31     | 32:33  |                                                                                        |
| 1983/84 | II liga (gr. zachodnia)                  | 3       | 36     | 34:24  |                                                                                        |
| 1984/85 | II liga (gr. zachodnia)                  | 4       | 36     | 46:34  |                                                                                        |
| 1985/86 | II liga (gr. zachodnia)                  | 3       | 33     | 36:26  |                                                                                        |
| 1986/87 | II liga (gr. zachodnia)                  | 9       | 29     | 18:18  |                                                                                        |
| 1987/88 | II liga (gr. zachodnia)                  | 7       | 31     | 28:27  |                                                                                        |
| 1988/89 | II liga (gr. zachodnia)                  | 8       | 29     | 40:33  | baraże o utrzymanie                                                                    |
| 1989/90 | II liga                                  | 10      | 39     | 45:41  |                                                                                        |
| 1990/91 | II liga                                  | 14      | 35     | 49:49  |                                                                                        |
| 1991/92 | II liga (gr. zachodnia)                  | 17      | 20     | 31:60  | spadek                                                                                 |
| 1992/93 | III liga (gr. VIII)                      | 1       | 48     | 75:36  | awans                                                                                  |
| 1993/94 | II liga (gr. zachodnia)                  | 13      | 30     | 36:42  |                                                                                        |
| 1994/95 | II liga (gr. zachodnia)                  | 11      | 31     | 38:39  |                                                                                        |
| 1995/96 | II liga (gr. zachodnia)                  | 1       | 70     | 86:37  | awans                                                                                  |
| 1996/97 | I liga                                   | 3       | 55     | 51:44  |                                                                                        |
| 1997/98 | I liga                                   | 9       | 48     | 50:50  |                                                                                        |
| 1998/99 | I liga                                   | 14      | 32     | 33:41  |                                                                                        |
| 1999/00 | I liga                                   | 9       | 37     | 34:38  |                                                                                        |
| 2000/01 | I liga                                   | 9       | 39     | 39:46  |                                                                                        |
| 2001/02 | I liga                                   | 5       | 27     | 40:33  |                                                                                        |
| 2002/03 | I liga                                   | 5       | 56     | 55:42  |                                                                                        |
| 2003/04 | I liga                                   | 9       | 28     | 27:40  |                                                                                        |
| 2004/05 | Idea Ekstraklasa                         | 13      | 24     | 27:41  | baraże o utrzymanie                                                                    |
| 2005/06 | Orange Ekstraklasa                       | 6       | 40     | 23:27  |                                                                                        |
| 2006/07 | Orange Ekstraklasa                       | 10      | 40     | 29:36  |                                                                                        |
| 2007/08 | Orange Ekstraklasa                       | 12      | 29     | 28:47  |                                                                                        |
| 2008/09 | Ekstraklasa                              | 13      | 32     | 23:40  |                                                                                        |
| 2009/10 | Ekstraklasa                              | 15      | 27     | 27:45  | spadek                                                                                 |
| 2010/11 | I liga                                   | 17      | 32     | 29:58  | spadek                                                                                 |
| 2011/12 | Klasa C (gr. Rybnik)                     | 1       | 65     | 89:25  | Awans. Po sezonie doszło do fuzji Odry i występującego w III lidze Startu Bogdanowice. |
| 2012/13 | III liga (gr. opolsko-śląska)            | 12      | 32     | 27:35  |                                                                                        |
| 2013/14 | III liga (gr. opolsko-śląska - południe) | 8       | 23     | 20:37  | spadek                                                                                 |
| 2014/15 | IV liga (gr. śląska II)                  |         |        |        | Zespół nie został dopuszczony do rozgrywek. Ponowna reaktywacja klubu w Klasie C       |
| 2015/16 | Klasa C (gr. Rybnik)                     | 5       | 34     | 45:37  | Po sezonie PZPN przydzielił reaktywowanej drużynie miejsce w Klasie okręgowej          |
| 2016/17 | Klasa okręgowa (gr. Katowice III)        | 3       | 54     | 43-30  | Jako spółka APN Odra Wodzisław Śląski                                                  |
| 2017/18 | Klasa okręgowa (gr. Katowice III)        | 13      | 36     | 46-50  |                                                                                        |
| 2018/19 | Klasa okręgowa (gr. Katowice III)        | 1       | 81     | 124-17 | awans                                                                                  |
| 2019/20 | IV liga (grupa śląska II)                | 3       | 27     | 31-17  |                                                                                        |
| 2020/21 | IV liga (grupa śląska II)                | 1       | 79     | 99-38  | Awans po wygranym dwumeczu barażowym z Rakowem II Częstochowa                          |
| 2021/22 | III liga (grupa III)                     | 11      | 43     | 47-63  |                                                                                        |
| 2022/23 | III liga (grupa III)                     | 17      | 28     | 57-88  | spadek                                                                                 |
| 2023/24 | IV liga (grupa śląska II)                | 7       | 49     | 59-48  |                                                                                        |
| 2024/25 | IV liga (grupa śląska)                   | 15      | 43     | 64-69  | Spadek po przegranym barażu o utrzymanie ze Zniczem Kłobuck                            |

| Oznaczenie kolorami |
| ------------------- |
| I poziom ligowy     |
| II poziom ligowy    |
| III poziom ligowy   |
| IV poziom ligowy    |
| V poziom ligowy     |
| VI poziom ligowy    |
| VII poziom ligowy   |
| VIII poziom ligowy  |
| IX poziom ligowy    |

### Druga drużyna
| Sezon   | Liga                    | Pozycja | Punkty | Bramki | Uwagi                                                                                 |
| ------- | ----------------------- | ------- | ------ | ------ | ------------------------------------------------------------------------------------- |
| 1998/99 | IV liga                 | 11      | 47     | 49:50  |                                                                                       |
| 1999/00 | IV liga                 | 8       | 49     | 50:44  |                                                                                       |
| 2000/01 | IV liga (gr. śląska II) | 9       | 44     | 55:41  |                                                                                       |
| 2001/02 | IV liga (gr. śląska II) | 1       | 56     | 57:27  | baraże o awans                                                                        |
| 2002/03 | IV liga (gr. śląska II) | 2       | 55     | 50:23  |                                                                                       |
| 2003/04 | IV liga (gr. śląska II) | 5       | 49     | 58:44  |                                                                                       |
| 2004/05 | IV liga (gr. śląska II) | 8       | 39     | 35:38  |                                                                                       |
| 2005/06 | IV liga (gr. śląska II) | 7       | 43     | 46:40  |                                                                                       |
| 2006/07 | IV liga (gr. śląska II) | 8       | 48     | 45:31  | Drużyna wycofana po sezonie w związku z utworzeniem drużyny Młodej Ekstraklasy.       |
| 2007/08 | Młoda Ekstraklasa       | 11      | 31     | 36:45  |                                                                                       |
| 2008/09 | Młoda Ekstraklasa       | 14      | 33     | 27:42  |                                                                                       |
| 2009/10 | Młoda Ekstraklasa       | 6       | 45     | 39:36  |                                                                                       |
| 2010/11 | IV liga (gr. śląska II) | –       | –      | –      | Drużyna wycofana po 9. kolejce.                                                       |
| 2019/20 | klasa C (gr. Rybnik)    | 1       | 36     | 94:16  | Rozgrywki ze względu na koronawirusa zostały przedwcześnie zakończone po 13. kolejce. |
| 2020/21 | klasa B (gr. Rybnik)    | 12      | 25     | 48:58  | Drużyna wycofana po rundzie jesiennej.                                                |

## Klub w Pucharze Polski
Występy klubu w centralnym Pucharze Polski
- 1926, 1950/51, 1951/52, 1954/55-1956/57, 1961/62-1976/77 - klub nie startował w rozgrywkach
- 1977/78 - klub odpadł w 1/4 finału, eliminując wcześniej 2 kluby
- 1978/79 - klub odpadł w II rundzie
- 1979/80, 1980/81 - klub nie startował w rozgrywkach
- 1981/82 - klub odpadł w I rundzie
- 1982/83 - klub nie wystartował w rozgrywkach
- 1983/84 - klub odpadł w 1/16 finału, eliminując wcześniej 2 kluby
- 1984/85 - klub odpadł w II rundzie
- 1985/86 - klub odpadł w II rundzie
- 1986/87 - klub odpadł w 1/8 finału, eliminując wcześniej 3 kluby
- 1987/88 - klub odpadł w II rundzie
- 1988/89 - klub odpadł w 1/8 finału, eliminując wcześniej 3 kluby
- 1989/90 - klub odpadł w II rundzie
- 1990/91 - klub odpadł w 1/8 finału, eliminując wcześniej 2 kluby
- 1991/92 - klub odpadł w III rundzie
- 1992/93 - klub odpadł w II rundzie
- 1993/94 - klub nie wystartował w rozgrywkach
- 1994/95 - klub odpadł w II rundzie
- 1995/96 - klub odpadł w II rundzie
- 1996/97 - klub odpadł w półfinale, eliminując wcześniej 5 klubów
- 1997/98 - klub odpadł w 1/8 finału, eliminując wcześniej 1 klub
- 1998/99 - klub odpadł w 1/8 finału, eliminując wcześniej 1 klub
- 1999/00 - klub odpadł w 1/8 finału, eliminując wcześniej 1 klub
- 2000/01 - klub odpadł w 1/8 finału, eliminując wcześniej 1 klub
- 2001/02 - klub odpadł w 1/8 finału, eliminując wcześniej 1 klub
- 2002/03 - klub odpadł w 1/4 finału, eliminując wcześniej 2 kluby
- 2003/04 - klub odpadł w 1/8 finału, eliminując wcześniej 1 klub
- 2004/05 - klub odpadł w 1/8 finału po wyjściu z grupy
- 2005/06 - klub odpadł w 1/4 finału, eliminując wcześniej 2 kluby
- 2006/07 - klub odpadł w 1/16 finału
- 2007/08 - klub odpadł w 1/16 finału
- 2008/09 - klub odpadł w 1/8 finału, eliminując wcześniej 1 klub
- 2009/10 - klub odpadł w 1/8 finału, eliminując wcześniej 1 klub
- 2010/11 - klub odpadł w 1/16 finału
- 2011/12 - klub wycofano z rozgrywek
- 2012/13 - klub odpadł w rundzie przedwstępnej
- 2013/14 - klub odpadł w rundzie przedwstępnej
- 2014/15 - klub odpadł w rundzie przedwstępnej
- 2015/16 - klub odpadł w rundzie przedwstępnej
- 2016/17 - zwycięzca podokręgu Rybnik (Odra Centrum)
- 2017/18 - klub odpadł w rundzie przedwstępnej
- 2018/19 - zwycięzca podokręgu Rybnik
- 2019/20 - klub odpadł w rundzie przedwstępnej
- 2020/21 - klub odpadł w rundzie przedwstępnej
- 2021/22 - klub odpadł w rundzie przedwstępnej
- 2022/23 - zwycięzca podokręgu Rybnik, klub odpadł w 1/2 finału okręgu śląskiego
- 2023/24 - klub odpadł w 1/2 finału podokręgu Rybnik
- 2024/25 - klub odpadł w 1/8 finału podokręgu Rybnik

## Bilans spotkań ligowych

### Bilans spotkań barażowych o grę w Ekstraklasie
| Klub        | Z-R-P | Bramki |
| ----------- | ----- | ------ |
| Widzew Łódź | 1-0-1 | 3-2    |

## Przeciwnicy
Lista drużyn, z którymi Odra rozgrywała mecze na poszczególnych poziomach.
| - Amica Wronki - Arka Gdynia - Cracovia - Dyskobolia Grodzisk Wielkopolski - GKS Bełchatów - GKS Katowice - Górnik Łęczna - Górnik Polkowice - Górnik Zabrze - Hutnik Kraków - Jagiellonia Białystok - Korona Kielce - KSZO Ostrowiec Świętokrzyski - Lech Poznań - Lechia Gdańsk - Legia Warszawa - Łódzki KS - Piast Gliwice - Pogoń Szczecin - Polonia Bytom - Polonia Warszawa - Raków Częstochowa - Ruch Chorzów - Ruch Radzionków - Sokół Tychy - Stomil Olsztyn - Szczakowianka Jaworzno - Śląsk Wrocław - Świt Nowy Dwór Mazowiecki - Widzew Łódź - Wisła Kraków - Wisła Płock - Zagłębie Lubin - Zagłębie Sosnowiec - Widzew Łódź | - AKS Górnik Niwka Sosnowiec - Amica Wronki - Arka Gdynia - Arkonia Szczecin - Bałtyk Gdynia - BKS Stal Bielsko-Biała - Celuloza Kostrzyn - Chemik Kędzierzyn - Chemik Police - Chrobry Głogów - Dolcan Ząbki - Dozamet Nowa Sól - Elana Toruń - Flota Świnoujście - GKS Bogdanka - GKS Jastrzębie - GKS Katowice - GKS Tychy - Górnik Konin - Górnik Polkowice - Górnik Pszów - Górnik Wałbrzych - Gryf Słupsk - Gwardia Koszalin - Gwardia Warszawa - Hutnik Kraków - Hutnik Warszawa - Igloopol Dębica - Jagiellonia Białystok - Kolejarz Stróże - Korona Kielce - Krisbut Myszków - KSZO Ostrowiec Świętokrzyski - Lechia Dzierżoniów - Lechia Gdańsk - Lechia Zielona Góra - Łódzki KS - Małapanew Ozimek - Miedź Legnica - MKS Kluczbork - Moto Jelcz Oława - Naprzód Rydułtowy - Odra Opole - Olimpia Elbląg - Olimpia Poznań - Ostrovia Ostrów Wielkopolski - Piast Gliwice - Piast Nowa Ruda - Podbeskidzie Bielsko-Biała - Pogoń Oleśnica - Pogoń Szczecin - Polonia Bytom - Polonia Gdańsk - Radomiak Radom - Raków Częstochowa - Resovia - ROW Rybnik - Ruch Chorzów - Ruch Radzionków - Sandecja Nowy Sącz - Siarka Tarnobrzeg - Stal Rzeszów - Stal Stalowa Wola - Stal Stocznia Szczecin - Star Starachowice - Stilon Gorzów Wielkopolski - Szombierki Bytom - Śląsk Wrocław - Ślęza Wrocław - Bruk-Bet Termalica Nieciecza - Urania Ruda Śląska - Varta Namysłów - Victoria Jaworzno - Warta Poznań - Widzew Łódź - Wisła Kraków - Wisłoka Dębica - Zagłębie Lubin - Zagłębie Wałbrzych - Zawisza Bydgoszcz |

## Strzelcy w Ekstraklasie
- 30 - Mariusz Nosal
- 29 - Michał Chałbiński
- 28 - Paweł Sibik[4]
- 22 - Łukasz Sosin
- 18 - Piotr Rocki, Jan Woś
- 16 - Sławomir Paluch, Jacek Ziarkowski
- 13 - Piotr Jegor
- 12 - Krzysztof Zagórski
- 11 - Marcin Chmiest, Jakub Grzegorzewski, Marcin Nowacki
- 10 - Marcin Malinowski, Ryszard Wieczorek
- 9 - Jacek Polak, Grzegorz Rasiak
- 8 - Marek Kubisz, Mirosław Staniek
- 7 - Adam Czerkas, Jacek Matyja
- 6 - Daniel Bueno[5], Wojciech Górski, Maciej Korzym, Łukasz Masłowski, Bartłomiej Socha
- 5 - Arkadiusz Aleksander, Dariusz Dudek, Marcin Dymkowski, Aleksander Kwiek, Ilijan Micanski, Wojciech Myszor, Piotr Piechniak
- 4 - Wojciech Grzyb, Rafał Policht, Piotr Sowisz, Ryszard Staniek, Tomasz Szewczuk, Marcin Wodecki
- 3 - Arkadiusz Bałuszyński, Maciej Małkowski, Tomasz Moskal, Przemysław Pluta, Bogdan Prusek, Radim Sáblík, Damian Seweryn, Marek Sokołowski
- 2 - Jacek Berensztajn, Jakub Biskup, Rafał Jarosz, Jacek Kowalczyk, Roman Madej, Deivydas Matulevičius, Marcin Radzewicz, Tomas Radzinevičius, Marek Saganowski, Roman Skorupa, Sławomir Szary, Stanisław Wróbel, Mariusz Zganiacz
- 1 - Paweł Adamczyk, Brasília, Jan Cios, Marcin Drzymont, Marcin Gadomski, Piotr Gierczak, Adam Gmitrzuk, Bartosz Iwan, Dariusz Jackiewicz, Ariel Jakubowski, Błażej Jankowski, Andrzej Jasiński I, Arkadiusz Kampka, Dariusz Kłus, Marcin Kokoszka, Artur Kościuk, Piotr Kuś, Mariusz Muszalik, Przemysław Pałkus, Marcin Pawłowski, Rafał Ruta, Daniel Rygel, Hubert Szewczyk, Mirosław Szwarga, Tomasz Świerzyński